# گذری بر معماری متقدم مسلمانان
گذری بر معماری متقدم مسلمانان تألیف آرچیبالد کمرون کرسول است که مهدی گلچین عارفی آن را به فارسی ترجمه کرده‌است و در سال ۱۳۹۳ در ۴۱۸ صفحه مصور توسط مؤسسه تألیف، ترجمه و نشر آثار هنری منتشر شده‌است. ترجمه این کتاب در سی و سومین دوره جایزه کتاب سال جمهوری اسلامی ایران، به‌عنوان «کتاب سال ایران» برگزیده شد.
این کتاب به شرحِ آن دسته از آثار معماری می‌پردازد که از سه سدهٔ نخست تاریخ اسلام برجا مانده‌اند. نسخهٔ نخستِ این کتاب، که خود صورتِ کوتاه‌شدهٔ کتابِ عظیم و سه‌جلدیِ کرسول است، در سالِ ۱۹۵۸ منتشر شد. در سالِ ۱۹۸۹، چند سال پس از درگذشتِ کرسول، جیمز ویلسون آلن آن را با پژوهش‌های باستان‌شناختی تازه به‌روز کرد. مهدی گلچین عارفی این نسخهٔ به‌روزشده از کتابِ کرسول را به پارسی برگردانده است.